# Kelly Durán
Kelly Durán es una actriz venezolana. Es mejor conocida por interpretar a «Kelly» en la serie de televisión juvenil «Somos Tú y Yo»
Después de más de tres años de relación, en octubre de 2017 Kelly le propuso matrimonio a su novia Alexa Lizarazo en la Isla de Margarita, donde vivía, y en enero de 2018 se casaron en Portugal. En mayo de 2024 anunció que estaba embarazada, y el 19 de noviembre informó que dio a luz a un hijo.